# Frans Eemil Sillanpää

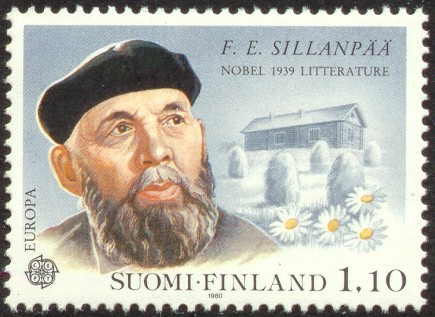
Selo finlandês emitido em 1980 em homenagem ao escritor

Frans Eemil Sillanpää (Hämeenkyrö, 16 de setembro de 1888 — Helsinque, 3 de junho de 1964) foi um escritor finlandês. Foi laureado com o Nobel de Literatura de 1939.

## Juventude
Frans Eemil Sillanpää nasceu em uma família de agricultores camponeses em Hämeenkyrö. Embora seus pais fossem pobres, eles conseguiram mandá-lo para a escola em Tampere. Na escola, Sillanpää era um bom aluno e com a ajuda de seu benfeitor Henrik Liljeroos ele entrou na Universidade de Helsinque em 1908 para estudar medicina. Aqui seus conhecidos incluem os pintores Eero Järnefelt e Pekka Halonen, o compositor Jean Sibelius e o autor Juhani Aho.

## Carreira
Cinco anos depois, em 1913, Sillanpää mudou-se de Helsinque para sua antiga aldeia natal e se dedicou a escrever. Em 1914, Sillanpää escreveu artigos para o jornal Uusi Suometar. Em 1916, Sillanpää casou-se com Sigrid Maria Salomäki, a quem conheceu em 1914.
Por princípio, Sillanpää era contra todas as formas de violência e acreditava no otimismo científico. Em sua obra, ele retratou o povo rural como vivendo em união com a terra.
O romance Hurskas kurjuus (Meek Heritage) (1919) descreveu as razões da Guerra Civil Finlandesa e, apesar de sua objetividade, foi controverso na época.
Sillanpää ganhou fama internacional por seu romance Nuorena nukkunut (traduzido para o inglês como The Maid Silja) em 1931.
Em 1939, recebeu o Prêmio Nobel de Literatura "por sua profunda compreensão do campesinato de seu país e da arte requintada com que retratou seu modo de vida e sua relação com a natureza". Poucos dias depois de ele receber o prêmio, as negociações entre a Finlândia e a União Soviética foram interrompidas e a Guerra de Inverno começou. Sillanpää doou a medalha de ouro para ser derretida para fundos para ajudar no esforço de guerra.
Antes da Guerra de Inverno, Sillanpää escreveu a letra do que é conhecido como Sillanpään marssilaulu para levantar seu ânimo quando seu filho mais velho, Esko, participava de práticas militares no Istmo da Carélia.
Em 1939, sua esposa Sigrid morreu de pneumonia, deixando oito filhos com Sillanpää. Algum tempo depois, Sillanpää casou-se com sua secretária Anna von Hertzen (1900-1983) e viajou a Estocolmo para receber o prêmio Nobel.
Em 1941, Sillanpää divorciou-se de sua esposa Anna. Seu alcoolismo e outras doenças necessitavam de tratamento hospitalar. Em 1943, ele voltou à vida pública como um velho barbudo 'Vovô Sillanpää'. Suas aparições no rádio, especialmente sua tradição de falar na véspera de Natal de 1945 a 1963, tornaram-se muito populares.
O asteróide 1446 Sillanpää, descoberto em 26 de janeiro de 1938 pelo renomado astrônomo e físico finlandês Yrjö Väisälä, foi batizado em sua homenagem.

## Obras
- Elämä ja aurinko (1916)
- Ihmislapsia elämän saatossa (1917)
- Hurskas kurjuus (1919) - título em português: Santa Miséria
- Rakas isänmaani (1919)
- Hiltu ja Ragnar (1923)
- Enkelten suojatit (1923)
- Omistani ja omilleni (1924)
- Maan tasalta (1924)
- Töllinmäki (1925)
- Rippi (1928)
- Kiitos hetkistä, Herra… (1930)
- Nuorena nukkunut (1931) - título em português: Silja
- Miehen tie (1932)
- Virranpohjalta (1933)
- Ihmiset suviyössä (1934)
- Viidestoista (1936)
- Elokuu (1941)
- Ihmiselon ihanuus ja kurjuus (1945)